# Sibyla z Conversana
Sibyla z Conversana (1085 – 18. března 1103) byla bohatou italskou dědičkou a sňatkem s Robertem II. normandskou vévodkyní.

## Život
Sibyla se narodila jako dcera hraběte Geoffreyho z Conversana. Během cesty na první křížovou výpravu se v zimě 1096–1097 zastavil Robert Normandský v Apulii, kde pravděpodobně začal jednat o svém sňatku s dědičkou Sibylou. Kronikář Orderic Vitalis tvrdí, že se Robert do Sibyly zamiloval pro její dobrotu a ctnosti. Při návratu z kruciáty se Robert v roce 1100 se Sibylou v Apulii oženil.
Krátce po příjezdu do Normandie podnikli manželé pouť na Mont-Saint-Michel ke vzdání díků za Robertovo bezpečné navrácení se z křížové výpravy. Kronikáři té doby vychvalovali Sibylinu krásu a inteligenci. Během vévodovy nepřítomnosti mnich Robert z Torigni zaznamenal, že Sibyla spravovala vévodství lépe než kdy její manžel. 25. října 1102 se vévodskému páru narodil syn. Podle Orderica dostal jméno Vilém po arcibiskupovi z Rouenu, který předsedal jeho křtu. Kronikář Vilém z Malmesbury tvrdí, že dostal jméno po svém dědovi, Vilému I. Dobyvateli. 18. března 1103, ani ne půl roku po porodu, Sibyla v Rouenu, Pays de Caux, zemřela. Za všeobecného smutku se konal pohřeb, který řídil rouenský arcibiskup Vilém. Sibyla byla kronikáři často obdivovaná a vychvalovaná; Orderic Vitalis tvrdí, že byla vévodkyně zavražděna skupinou šlechtičen, vedenými vévodovou milenkou Agnes de Ribemont.

## Rodina
Sibyla měla s Robertem jednoho potomka:
- Vilém I. Flanderský (25. října 1102 – 28. července 1128)